# Change.org
Change.org PBC es una organización o corporación estadounidense constituida legalmente como persona jurídica cuyo negocio se basa en la venta de publicidad en su propia plataforma, peticiones patrocinadas y micromecenazgo.
Change.org además actúa como blog y lugar de acogida libre y pública de peticiones por internet de carácter cívico, reformista, social y en general reivindicativo del cumplimiento de los derechos humanos aunque en él tienen cabida todo tipo de peticiones. Sin embargo es una plataforma de presión social que no sustituye a las iniciativas legislativas populares ya que sus solicitudes vía web no tienen validez legal. Para que así fuese debería incluirse un sistema de restricción de registros y de uso de DNI electrónico (firma electrónica).
Hasta 2019, organizaciones como Amnistía Internacional y Humane Society pagaban al sitio para alojar sus peticiones para que así estas organizaciones, u otras que también pagasen, obtuvieran los datos de posibles clientes. Su modelo de negocio actual se basa en dos fuentes de ingresos: socios que, con cuotas mensuales, apoyan la misión de la organización; y publicidad de aquellas personas y organizaciones que invierten en anuncios para potenciar peticiones dentro de la propia plataforma.

## Fundación y desarrollo
Comenzó su prestación de servicios el 7 de febrero de 2007 siendo lanzado por el actual CEO, Ben Rattray, con apoyo de Mark Dimas, Darren Haas y Adam Cheyer. El amplio apoyo a las demandas a través de Change.org ha conseguido que muchas de sus peticiones se hayan logrado.
En 2011 se propuso la fusión de la plataforma hispana Actuable en Change.org que se llevó a cabo en 2012 cuando se hizo efectiva la unión voluntaria de los usuarios de Actuable en la plataforma Change.org.

### Colaboración con organizaciones sin ánimo de lucro
Change.org  trabaja junto a más de 1.000 de las mayores organizaciones sin ánimo de lucro y organizaciones no gubernamentales del mundo.

### Críticas en materia de transparencia
Change.org se define como empresa social. Se ha criticado su exigencia de transparencia total para con sus suscriptores siendo que por regla general no revela sus beneficios económicos percibidos. Asimismo, los críticos de esta página señalan que en su plataforma se pueden ver peticiones en contra de los paraísos fiscales cuando la propia Change.org está constituida en el estado de Delaware, uno de los tres estados norteamericanos que de facto permiten una exención de impuestos para sociedades limitadas.

### Campaña de Barack Obama
En 2008, la organización se asoció con MySpace para crear un foro abierto como catálogo de ideas (crowdsourcing) para su desarrollo e implementación en la entonces futura Presidencia de los Estados Unidos de Barack Obama.

### Blog Action Day
En 2010 Change.org ayudó a la apertura del Día de Acción del Blog. Este acontecimiento fue apoyado por el Programa de las Naciones Unidas para el Desarrollo.

## Peticiones destacadas
Cada mes se crean en España más de 600 nuevas peticiones de media, una cifra que asciende a más de 3.000 en todo el mundo. En 2017, de las 100 victorias más importantes, un total de 36 estaban iniciadas por mujeres. Desde su creación Change.org ha logrado muchas de sus peticiones —demandas y reclamaciones—. En 2011, Change.org fue objeto de un ataque de denegación de servicio desde China, —provocando la investigación del FBI—. Para la organización Change.org el ataque fue la respuesta a su petición, dirigida al gobierno chino de libertad para el artista Ai Weiwei.
En mayo de 2011, en relación con las movilizaciones del Movimiento 15-M y Democracia Real Ya, ante el desalojo por los Mozos de Escuadra (la policía catalana) se llevó a cabo la petición «Exige la dimisión fulminante del Conseller de Interior Felip Puig por la violencia utilizada en Pza. Catalunya».
El 27 de enero de 2017 la activista chilena Gilda Olivares solicitó 25 000 firmas mediante dicha plataforma para solicitar la cancelación del Festival de Viña 2017 a la alcaldesa de Viña del Mar, Virginia Reginato para que el presupuesto del certamen fuera destinado a ayudar a reconstruir casas para los damnificados que lo perdieron todo.
El 19 de septiembre de 2017 el ciudadano Alfredo Aguirre de Monterrey, México con su petición de "Deben partidos políticos donar los casi 7000 millones a víctimas del Sismo 7 / 19 Sept."  logra reunir en menos de 24 horas 1,000,000 de firmas , establece récord mundial de lograr en tan poco tiempo el millón de firmas , al momento ya lleva 1,838,426 firmas al 9 de octubre de 2017. La petición sigue activa y recaudando más firmas.
En 2018, la familia de Diana Quer puso en marcha la petición que más firmas ha conseguido en la historia de Change.org en España para la no derogación de la prisión permanente revisable. La petición fue iniciada por Juan Carlos Quer junto a otras familias de víctimas, una petición que es respaldada además por la mayoría de los votantes de todos los partidos políticos.
En mayo de 2018 se creó la petición que daría posteriormente lugar a la revuelta de los chalecos amarillos en Francia. Priscillia Ludosky, una mujer de 32 años de la región de París, reclamaba una bajada de los precios del carburante, que acabó recogiendo más de un millón de firmas.
En octubre de 2024, se inició una peticiónque juntó más de 300.000 firmas donde se pide justicia por Hong Seung Han, exintegrante del grupo surcoreano RIIZE, quien fue víctima de cyberbullying y acoso. Los fans del grupo criticaron la administración de la empresa, asegurando que fallaron en proteger a su artista de estos ataques. El acto mas violento cometido en contra de Seung Han fue el envío de 1.000 coronas funerarias fuera de su empresa SM Entertainment solicitando su expulsión. Estos arreglos florales contenían mensajes violentos, además de insinuar una amenaza de muerte. El 13 de octubre de 2023, Seung Han se retira oficialmente del grupo debido a esto, lo que terminaría generando un gran descontento entre quienes esperaban su regreso.